# RASD TV
RASD TV — западносахарский антенный и спутниковый общественный телеканал. Головной офис расположен в лагерях сахарских беженцев на территории вилайета Тиндуф.
RASD TV вещает ежедневно четыре часа через антенну (на территорию САДР и лагерей беженцев), и два часа через спутник (на территорию остальной Африки, Европы и части Ближнего Востока) свой материал, в основном состоящий из новостных репортажей, интервью, исторической и культурной документалистики, в основном на хассания и арабском, но также на испанском.

## История
Канал был запущен в феврале 2004 года, но из-за тяжёлых условий в лагерях беженцев регулярное вещание было начато лишь 20 мая 2009 года.
До этого предпринимались попытки выхода в эфир с 2008 года через спутник Hispasat.

## См.также
- Радио Западной Сахары
- Sahara Press Service
- САДР